# Gōki Tomozawa
Gōki Tomozawa (japanisch 友澤 剛気 Tomozawa Gōki; * 14. Februar 1991 in der Präfektur Kanagawa) ist ein ehemaliger japanischer Fußballspieler.

## Karriere
Tomozawa erlernte das Fußballspielen in der Schulmannschaft der Toko Gakuen High School und der Universitätsmannschaft der Hōsei-Universität. Seinen ersten Vertrag unterschrieb er 2013 bei YSCC Yokohama. Der Verein spielte in der dritthöchsten Liga des Landes, der Japan Football League. Am Ende der Saison 2013 stieg der Verein in die J3 League auf. Für den Verein absolvierte er 93 Ligaspiele. Ende 2015 beendete er seine Karriere als Fußballspieler.